# Trichostomum rhodesiae
Trichostomum rhodesiae är en bladmossart som beskrevs av Brotherus 1913. Trichostomum rhodesiae ingår i släktet lansettmossor, och familjen Pottiaceae. Inga underarter finns listade i Catalogue of Life.